# Кахеті (футбольний клуб)
Кахеті (груз. კახეთი თელავი) — грузинський футбольний клуб із міста Телаві. 

## Попередні назви
- «Надікварі» (до 1969)
- «Кахеті» (1969—1972)
- «Надікварі» (1977)
- «Кахеті» (з 1990)

## Відомі гравці
- Амісулашвілі Олександр Георгійович
- Деметрадзе Георгій Шалвович